# Liste der Monuments historiques in Hombourg-Budange
Die Liste der Monuments historiques in Hombourg-Budange führt die Monuments historiques in der französischen Gemeinde Hombourg-Budange auf.

## Liste der Bauwerke
| Bezeichnung         | Beschreibung | Standort                  | Kennzeichnung | Schutzstatus   | Datum      | Bild           |
| ------------------- | --- | ------------------------- | ------------- | -------------- | ---------- | -------------- |
| Château de Hombourg | Schloss, zwischen 1566 und 1719 am Platz einer mittelalterlichen Burg erbaut; Wirtschaftsgebäude, 14. bis 17. Jahrhundert | westlich des Ortes (Lage) | PA00106786    | Inscrit Classé | 1988 /1994 | weitere Bilder |